# 在モルドバ共和国沿ドニエストル地域ロシア軍作戦集団

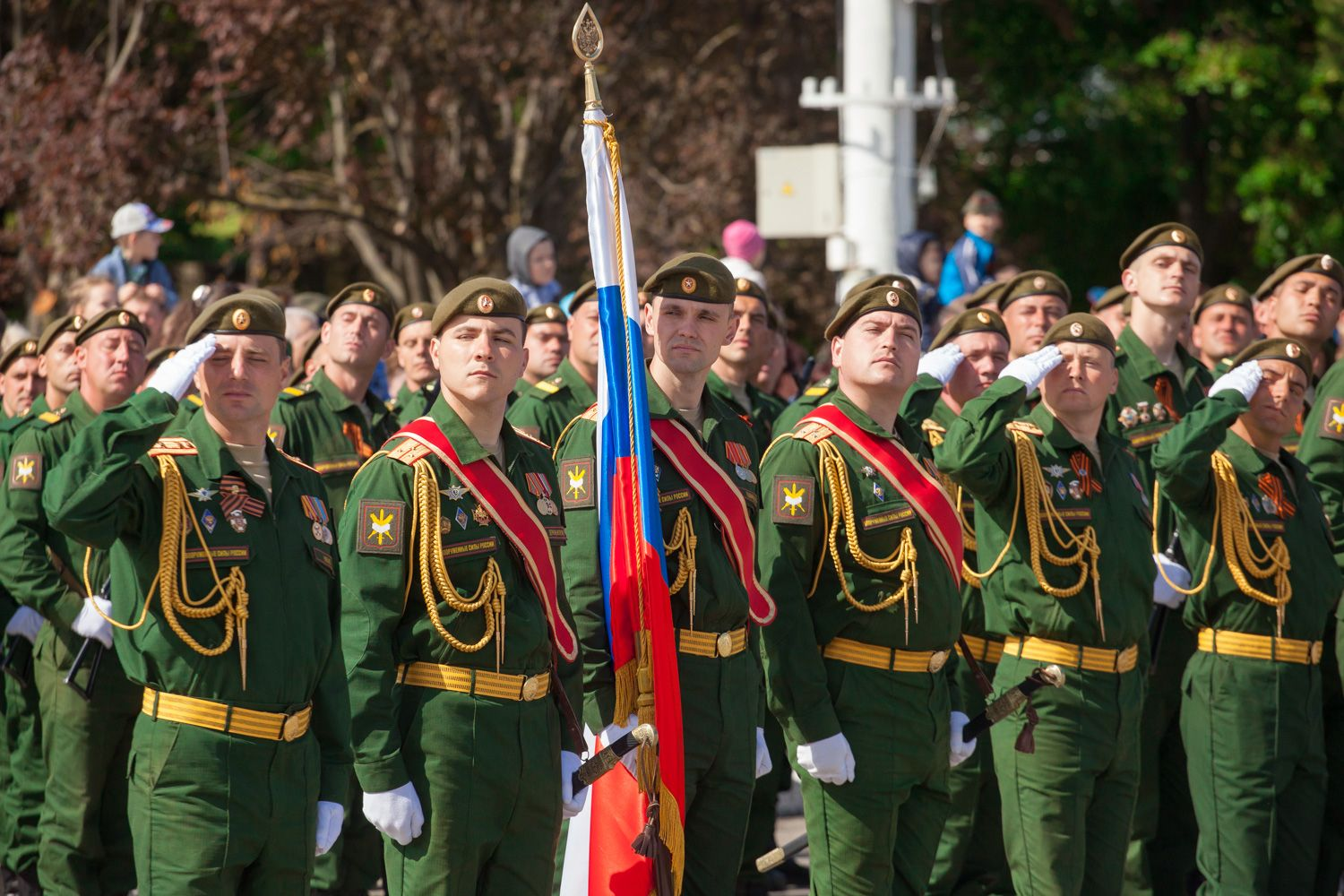
在モルドバ共和国沿ドニエストル地域ロシア軍作戦集団

在モルドバ共和国沿ドニエストル地域ロシア軍作戦集団（Оперативная группа российских войск в Приднестровском регионе Республики Молдова；略称ОГРВ ПРРМ）は、国際的に未承認の沿ドニエストル共和国に駐屯し、平和維持任務を遂行するロシア連邦軍の部隊。首都ティラスポリに本部を置く。

## 沿革
- 1995年7月：第14親衛諸兵科連合軍に基づき、在モルドバ共和国沿ドニエストル地域ロシア軍作戦集団編成。
- 1997年6月：第59親衛自動車化狙撃師団が第8親衛独立自動車化旅団に改編。
- 1999年12月：2個自動車化狙撃大隊を地上軍の編成から外し、共同平和創設軍に編入。
- 2002年12月：第8親衛独立自動車化狙撃旅団、高射ミサイル連隊等を解散し、定員を5,719人まで削減。

## 編成
2006年現在、共同平和創設軍の編成下で行動する2個自動車化狙撃大隊、独立警備大隊等、約1,500人のみが残留。
- 第82独立自動車化狙撃大隊
- 第113独立自動車化狙撃大隊

## 歴代司令官
| 職名   | 氏名                 | 階級 | 在任期間 | 出身校                     | 前職 |
| ------ | -------------------- | ---- | -------- | -------------------------- | ---- |
| 司令官 | ボリス・セルゲーエフ | 少将 | 1996-    | スヴェルドロフ軍事政治学校 |      |